# وسترمارش ۲
وسترمارش ۲ (به آلمانی: Westermarsch II) یک منطقهٔ مسکونی در آلمان است که در نوردن (فریزیای شرقی) واقع شده‌است. وسترمارش ۲ ۱۱٫۶۸۷ کیلومتر مربع مساحت دارد ۱ متر بالاتر از سطح دریا واقع شده‌است.